# Farouk Hosni
Farouk Abd-El-Aziz Hosni (en arabe : فاروق حسنى) (né en 1938 à Alexandrie, Égypte) est un artiste peintre égyptien. Il fut le ministre de la culture égyptien de 1987 à 2011 et, précédemment, directeur de l’Académie égyptienne de Rome. Il est un proche de Suzanne Moubarak, l’épouse du président égyptien déchu.

## Carrière
- Diplômé de la faculté des Beaux-Arts d’Alexandrie en 1964.
- Directeur du Centre culturel d’Anfouchi à Alexandrie pendant six ans.
- En 1971, il est attaché culturel à l’ambassade d’Égypte à Paris et directeur du Centre culturel égyptien dans la capitale française. Il travaille également pour le compte des services de sécurité égyptien, en établissant des rapports sur les étudiants égyptiens installés à Paris, comme l'a révélé le Professeur de droit international Yahya el-Gamal, ancien ministre et attaché culturel à Paris, dans ses mémoires intitulés "Ordinary Life Story"[1]
- En 1972, il reçoit le prix du festival de Cagnes-sur-Mer[2]
- En 1979, il devient directeur de l’Académie égyptienne des arts à Rome.
- En 1987, il revient en Égypte où il est nommé ministre de la Culture.
- En 1993, il reçoit le prix de la culture et de la paix de l'université internationale de la Sōka Gakkai[2]

Il a mis en chantier le Grand Musée égyptien et le musée de la civilisation à Fostat, mettant en valeur les héritages juif, copte et musulman.

## Expositions à l’étranger
- Galerie de l’Unesco à Paris, 1994 ;
- Vigor Museum des arts à Tokyo, 1996 ;
- Carrousel du Louvre, 1998 ;
- Musée national de Vienne, 1999 ;
- Metropolitan Museum, 1999/2000 ;
- National Geographic Society Museum à Washington DC, 2005.

## Accusations de corruption
En 2005, son administration sort blanchie des accusations qui pesaient sur elle à la suite du scandale du théâtre de Beni Suef, situé à 100 km au sud du Caire. Le non-respect des mesures de sécurité avait causé la mort de 46 personnes lors d'un incendie accidentel. Dans un premier temps, Farouk Hosni avait proposé sa démission qui a été refusée par ordre personnel du chef de l'État égyptien Hosni Moubarak. Le procès qui a suivi en 2006 avait en première instance condamné à des peines allant de un mois à trois ans de prison les responsables administratifs du théâtre. Ce jugement a été cassé l’année suivante et les quatre accusés (dont l’ancien directeur des Palais nationaux de culture, Mustapha Aloui) libérés. Les intellectuels de l'opposition s'étaient mobilisés pour que soit reconnue la responsabilité du Ministère de la Culture.

## Propos sur le voile et critiques des Frères musulmans
En novembre 2006, Farouk Hosni a fait allusion à la question du voile islamique lors d'une communication téléphonique avec une jeune journaliste retranscrite dans le quotidien indépendant al-Masry al-Yom. Il a déclaré : 
« On ne doit pas cacher une chevelure de femme belle comme une rose. [...] La religion, aujourd'hui, est réduite aux signes extérieurs alors que la relation de foi entre Dieu et sa créature n'a rien à voir avec l'habit. [...] La pudeur de la femme est une question de conviction interne, elle ne réside pas dans son apparence. [...] Il faut que l'Égypte redevienne belle comme elle l'était et qu'elle cesse d'imiter les Arabes qui considéraient, à une certaine époque, l'Égypte comme une partie de l'Europe. »

Surtout, il a qualifié le port du hidjab de « retour en arrière » : 
« Nous avons connu une époque où nos mères fréquentaient les universités et les lieux de travail sans être voilées. C'est dans cet esprit que nous avons grandi. Pourquoi donc ce retour en arrière aujourd'hui ? »
Les Frères musulmans, principale force d'opposition, ont immédiatement exigé des excuses de Farouk Hosni, ou sa démission au profit d'un ministre de la Culture qui, selon leur porte-parole, Hamdi Hassan, « respecterait notre Constitution, notre charia et nos valeurs. » Des oulémas d'al-Azhar, la plus haute institution de l'islam sunnite, ont également demandé le départ de Farouk Hosni. Quant au prédicateur fondamentaliste Youssef al-Qaradâwî, exilé au Qatar, il l'a accusé de vouloir « revenir au temps de la colonisation ». Farouk Hosni a aussi été violemment pris à partie à l’Assemblée du peuple, le parlement égyptien, y compris par des députés du parti au pouvoir, le Parti national démocratique (PND). Deux députés indépendants, Ragab Helal Hemeida et Mohamed Abdel Alim Daoud, ont également lancé des insinuations sur les orientations sexuelles de Farouk Hosni. Accusant le ministre de tenir des « propos encourageant au péché », plusieurs professeurs d'université et avocats ont déposé des plaintes contre lui auprès du procureur général en vue d'obtenir la levée de son immunité pour pouvoir le traduire en justice.
Cependant, les propos de Farouk Hosni, considérés comme « une preuve de courage » par l’écrivaine Iqbal Baraka, ont été défendus par l'écrivain Youssef Al-Qa'id, le scénariste Oussama Anour Okacha ou encore le théologien Djamal Al-Banna (frère cadet de Hassan el-Banna) qui estiment que le hidjab est un symbole de régression et le signe d’une radicalisation de l’islam égyptien.

## Candidature à l'Unesco et controverse sur l'antisémitisme
En 2009, la candidature de Hosni au poste de Directeur Général de l'UNESCO a suscité une vive polémique en raison de propos antisémites. En 2001, il avait en effet déclaré, dans le journal Ruz Al-Yusuf, qu’Israël était « aidé » par « l’infiltration des juifs dans les médias internationaux » et par leur capacité à « répandre des mensonges. » Hosni a dit regretter ces propos. Par ailleurs, on a aussi critiqué la condamnation de « fusibles », tels que l’ancien patron de la restauration du Caire islamique, Aymane Abdel-Moneim, et deux autres responsables du ministère de la Culture, à dix ans de prison pour corruption.
En dépit de ses nombreux soutiens qui faisaient de lui le grand favori de cette élection, et l'ont mis en tête au premier tour, Hosni a finalement été battu, le 22 septembre 2009, par la Bulgare Irina Bokova qui prend la tête de l'Unesco. Il lance alors des accusations de complot contre les États-Unis et ce qu'il appelle « les organisations juives ».

## Démission
Au moment de la révolution égyptienne de 2011, il est évincé du gouvernement d'Ahmed Chafik, le 31 janvier.
En 2012, il est jugé pour corruption. Il est suspecté de s'être enrichi en détournant 18 millions de livres égyptiennes (plus de 2,3 millions d'euros) dont il n'a pu fournir l'origine.

## Décorations
- Grand-croix de l'ordre du Mérite civil ( Égypte, 2000).
- Grand officier de l'ordre du Mérite de la République italienne ( Italie, 1999).
- Médaille de l'ordre de l'excellence culturelle ( Jordanie).
- Première classe de l'ordre du Mérite Intellectuel ( Maroc).